# Sambhu Chandra Mukherjee
Cette page contient des caractères d'alphasyllabaires indiens. En cas de problème, consultez Aide:Unicode.
Pour les articles homonymes, voir Mukherjee.
Sambhu Chandra Mukherjee né le 8 mai 1839 à Baranagar, un village situé à quelques kilomètres de Calcutta en Inde, et mort le 7 février 1894 à Calcutta, est un intellectuel et journaliste connu principalement pour avoir fondé et dirigé l'influent hebdomadaire anglophone Reis and Rayyet.

## Biographie
Sambhu Chandra Mukherjee, transcription anglicisée du bengali শম্ভুচন্দ্র মুখোপাধ্যায় (Śambhucandra Mukhōpādhyāẏa), est né dans une famille brahmane kulin (en) rigoriste le 8 mai 1839 à Baranagar, à cette époque un village proche de Calcutta dans la présidence du Bengale de l'Inde britannique. Il est le fils unique de Mothur Mohan Muhherjee, un commerçant aisé du bazar de Calcutta,.
Il commence son éducation à l'âge de cinq ans dans une petite école locale puis poursuit à l'Oriental Seminary (en) de Calcutta, une institution privée hindoue anglophone. Il continue à l'Hindu Metropolitan College, un lycée fondé en 1853 par un groupe d'hindous orthodoxes en réaction à ce qu'il considèrent comme un relâchement des valeurs morales dans l'enseignement religieux des autres institutions. Il se lie là notamment avec Kristo Das Pal (en) qui avait été son condisciple à l'Oriental Seminary et qui allait devenir une figure majeure du journalisme bengali. Faute de moyens financiers, l'Hindu Metropolitan College ferme ses portes en 1856 ce qui signe la fin des études de Sambhu Chandra.

### Débuts dans le journalisme
Avant même de quitter le lycée, il écrit quelques articles pour l’Hindu Intelligencer, l’hebdomadaire anglophone de Kashiprasad Ghosh (en), puis il fonde avec Kristo Das Pal le Calcutta Monthly Magazine dont le premier numéro sort le 15 août 1855. Ce mensuel, également en langue anglaise, cesse de paraître au bout de six mois probablement du fait de la faiblesse de son lectorat et de l'inexpérience des deux jeunes apprentis-journalistes. Sambhu Chandra Mukherjee accepte peu après un poste au Morning Chronicle mais le quitte rapidement en raison de divergences de vues avec son propriétaire J. H. Love. Il travaille ensuite à nouveau pour le Hindu Intelligencer.
Pendant la révolte des cipayes, alors que la presse indienne est muselée par le Press Act édicté le 13 juin 1857 par lord Canning encore gouverneur général des Indes, Sambhu Chandra Mukherjee écrit en anglais Mutinies And The People or Statements of Native Fidelity Exhibited During the Outbreak of 1857-58 (trad. Les mutins et le peuple ou les témoignages de la fidélité indigène pendant l'embrasement de 1857-58). Le jeune homme de 18 ans tout juste sorti du lycée parvient à faire publier à Londres, puis en 1859 à Calcutta, ce court livre composé de coupures de la presse essentiellement britannique et agrémenté de ses propres commentaires. L'essence de sa réflexion est de montrer que les « indigènes » sont globalement restés fidèles à la Couronne tout au long des événements et qu'il s'est agit en réalité uniquement d'une mutinerie militaire,.

### L’Hindoo Patriot
Sambhu Chandra Mukherjee trouve ensuite par l'intermédiaire de son ami Harish Chandra Mukherjee (en) un emploi de sous-secrétaire à la British Indian Association (en), une association dont le but est de « promouvoir les avancées et l'efficacité du gouvernement indo-britannique »,,. Puis Harish Chandra Mukherjee l'invite à rejoindre en 1858 les rangs de l’Hindoo Patriot (en) dont il était propriétaire depuis 1856,. Il gravit les échelons de l'hebdomadaire anglophone et vers 1860, lorsque la maladie de Harish Chandra lui interdit de travailler, il devient l'éditeur principal du journal. À la mort de Harish Chandra en 1861, Sambhu Chandra Mukherjee en est virtuellement le seul éditeur. Le journal est racheté par Kaliprasanna Singha (en), un lettré philanthrope et progressiste ayant notamment dirigé une traduction du Mahabharata en bengali, mais Sambhu Chandra Mukherjee s'en éloigne en 1862,.
En 1860, alors qu'il est éditeur de l'Hindoo Patriot, Sambhu Chandra Mukherjee publie Mr. Wilson, Lord Canning and the Income Tax, un pamphlet critiquant la création par les Anglais d'une série d'impôts dont un sur le revenu. Ces nouvelles taxes terrifient les zamindar, et la British Indian Association qui les représentait s'y oppose par une campagne qui propose des impôts alternatifs. Sambhu Chandra Mukherjee, probablement sous l'influence de l'Association, attaque violemment le gouverneur général lord Canning dans ce texte, allant jusqu'à le décrire comme « incompétent ». Au delà de l'aspect purement économique de ces impôts, il argumente aussi qu'un peuple non représenté ne devrait pas être taxé.

### Un intellectuel éclectique
À partir de l'année suivante, Sambhu Chandra Mukherjee se lance dans l'aventure de l'homéopathie avec Rajendra Lal Dutt et Romesh Chandra Dutt, deux membres de la très riche famille Dutt de Wellington Square. Ils invitent notamment à Calcutta le Docteur Bérigny, un homéopathe d'origine française, et installent pour lui un dispensaire homéopathique à Lalbazar. Sambhu Chandra conduit des expériences dont il communique les résultats à des homéopathes américains de renom, et une université américaine lui accorde un titre de docteur en récompense de ses travaux. Sambhu Chandra Mukherjee qui n'avait pu poursuivre ses études à l'université l'arborera avec fierté jusqu'à sa mort,.

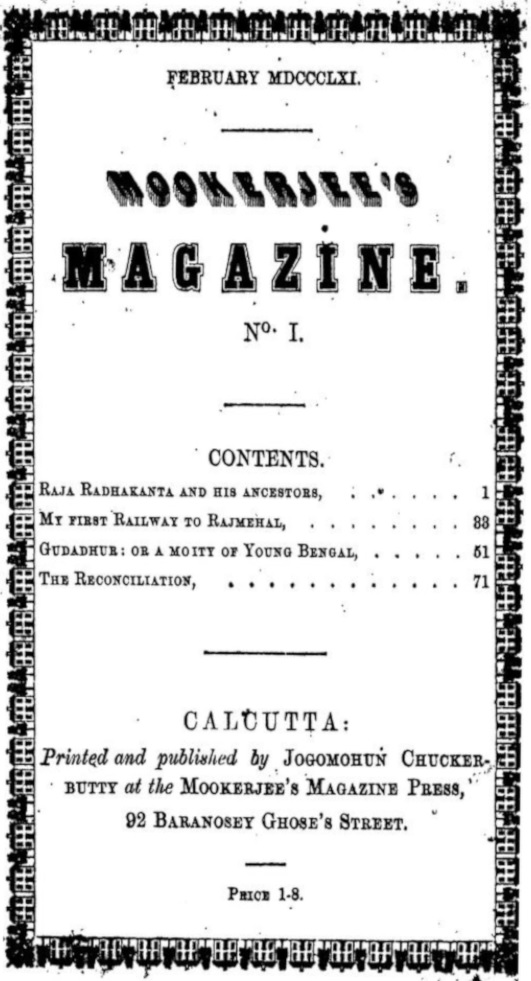
Couverture du Mookerjee's Magazine no 1 - Février 1861

Dans le même temps, il lance un mensuel à son nom, le Mookerjee's Magazine, dont la première série composée de cinq numéros parait entre février et juin 1861. Comme dans ses publications précédentes, il professe des idées libérales sur le plan économique et exprime généralement une grande bienveillance vis-à-vis de la colonisation britannique, même s'il n'hésite pas à critiquer parfois la gestion anglaise. Il se range ainsi par exemple fermement du côté des paysans opprimés et contre les planteurs dans la révolte de l'indigo (en) qui avait ensanglanté l'Inde en 1859.
En 1862 il accepte un poste de secrétaire de la Taluqdars' Association (en), un club de très riches propriétaires terriens dont le siège est à Lucknow. Dans le cadre de ses fonctions, il édite Samachar Hindustan, le journal en anglais de l'association, ce qui ne l'empêche pas d'envoyer des contributions à l’Hindoo Patriot dont son ami Kristo Das Pal est devenu depuis le rédacteur en chef. Deux ans plus tard, il est nommé conseiller politique puis dewan (en) du nawab du Bengale (en), Mansur Ali Khan (en). Mais cette nouvelle carrière politique s'interrompt brutalement à la suite d'une ténébreuse histoire de documents dérobés. Il retourne alors une nouvelle fois à l’Hindoo Patriot pour lequel il écrit des critiques littéraires remarquées, puis il accepte le poste de proviseur de la Calcutta Training Academy. Il reprend ses activités auprès des puissants en 1868 en devenant le secrétaire particulier du raja Shiv Raj Singh de Kashipur (en) puis l'assistant personnel du nawab de Rampur.
De retour à Calcutta, Sambhu Chandra Mukherjee relance le Mookerjee's Magazine dont la seconde série parait de juillet 1872 à décembre 1876. La revue mensuelle ambitieuse en anglais traite de sujets relatifs à la politique, la société, la littérature, les arts et la science. Elle présente par exemple une série d'articles de vulgarisation de géométrie traduit d'Auguste Comte, une longue série économique sur le commerce et la production en Inde et une variation poétique autour de la mort des Pandava tirée des derniers chants du Mahabharata. Sambhu Chandra y publie également des textes politiques tels qu'un pamphlet contre une réglementation britannique promulguée en 1876 organisant la censure du théâtre ou le très remarqué The Empire is Peace - The Baroda Coup-d'état (trad. l'Empire est Paix - le coup d'état de Baroda) qui fait l'objet d'un numéro spécial en mars-avril 1875. Il s'élève dans ce dernier contre l'arrestation, le jugement et finalement la déposition du maharaja de l'état princier de Baroda, Malhar Rao Gaekwad (en), en demandant même la démission du vice-roi lord Northbrook.
Dès son premier numéro, le Mookerjee's Magazine est sévèrement critiqué par la presse pro-anglaise mais il reçoit le soutien des journaux « nationalistes » tels que  l’Hindoo Patriot ou l’Amrita Bazar Patrika (en). La qualité de sa revue ainsi que probablement les controverses qu'elle suscite font de Sambhu Chandra Mukherjee un des plus éminents journalistes du Bengale de la fin du XIXe siècle.
L'Indian League est créée à Calcutta par le journaliste Sisir Kumar Ghosh (en) le 22 septembre 1875 en réaction à l'orientation très bourgeoise de la British Indian Association (en). Sambhu Chandra Mukherjee devient le premier président de cette association qui vise « à établir et propager les avis du peuple, et de cette façon, montrer que les Indiens peuvent s'élever politiquement ». Dès sa fondation, la ligue se positionne symboliquement en faveur des classes moyennes éduquées avec une adhésion réduite à seulement cinq roupies, par opposition à la British Indian Association représentant les grands propriétaires terriens qui exclut de fait la plupart des indiens en fixant le montant de son adhésion à cinquante roupies,. Mais des dissensions internes surgissent très rapidement et Sambhu Chandra Mukherjee, dont l'attitude hautaine lui aliène le soutien de nombreux ligueurs, en quitte la présidence le 1er janvier 1876. Il continue pourtant à participer à ses activités jusqu'à sa dissolution vers la fin de l'année 1876 sans lui faire, semble-t-il, de publicité particulière dans les colonnes du Mookerjee's Magazine.
Il retrouve la politique active en décembre 1877 en devenant ministre de Bir Chandra Manikya (en), le maharaja de la petite principauté de Tripura,. Sambhu Chandra quitte ce poste à la suite d'intrigues de palais fin 1879, puis de retour à Calcutta, il est nommé à la commission chargée de partager les biens de Rani Rashmoni (en).

### LeReis and Rayyet
Sambhu Chandra Mukherjee fonde en 1882 l'hebdomadaire anglophone Reis and Rayyet, traduit par Prince et Paysan (Prince & Peasant), sous-titré Weekly Newspaper and Review of Politics Literature and Society (trad. Journal hebdomadaire et revue de politique, littérature et société). Il est aidé en cela par Jogesh Chandra Dutt, un frère de Romesh Chandra Dutt, qui occupe le rôle de directeur et d'éditeur-assistant. Le journal est d'ailleurs domicilié dès ses débuts dans un pavillon appartenant à la famille Dutt de Wellington Square où il semble que Sambhu Chandra Mukherjee ait lui-même résidé plusieurs années.
Il est bien plus un journaliste d'opinion que d'investigation et il trouve avec le Reis and Rayyet une tribune d'où il peut enfin s'exprimer pleinement. Dans son premier éditorial, il explique ambitionner de s'adresser à toute l'Inde, par delà les classes sociales (d'où le titre du journal) ou les différences religieuses, tout en étant indépendant des partis mais en restant loyal à la Couronne et à la constitution. Sa modération n'empêche pourtant pas une certaine hostilité de la part du gouvernement britannique tandis que la compétition féroce des journaux établis met sa viabilité économique en danger. Il parvient cependant, grâce à la qualité rédactionnelle ainsi qu'à ses contacts et sa notoriété personnelle, à faire du Reis and Rayyet un hebdomadaire influent au tirage convenable,.
Sa fidélité à la Couronne ne l'empêche pas de défendre l'idée d'une égalité de traitement entre les Anglais et les « indigènes ». C'est ainsi qu'il milite activement dans le Reis and Rayyet pour l'adoption de la loi Ilbert (en) qui prévoit que les colons anglais pourront être jugés par des juges indiens. Il y exprime aussi fortement sa déception lorsque le vice-roi lord Ripon est contraint d'amender cette loi au point de la vider de sa substance. Mais même s'il se considère comme un gentleman éduqué égal aux Anglais, il n'oublie pas qu'il est avant tout Indien, ce qu'il exprime en 1888 dans sa correspondance avec lord Dufferin, le successeur de lord Ripon, en écrivant être de la « race des sujets ».
Plus encore que dans ses publications précédentes, il s'engage en faveur de la liberté de la presse en participant par exemple à la défense de Robert Knight (en), l'éditeur du Statesman, traîné en justice en 1886 pour avoir mis au jour dans les colonnes de son journal la corruption de la gestion britannique de l'héritage du maharaja de Burdwan,. Quatre années plus tard, Sambhu Chandra Mukherjee est lui aussi attaqué en diffamation en tant qu'éditeur du Reis and Rayyet. Il est condamné pour cela à payer une amende de 500 roupies.
Sambhu Chandra Mukherjee fait aussi la preuve de son indépendance en refusant, malgré les demandes pressantes de A. O. Hume, de participer à la création du Congrès national indien en 1885 et en négligeant de se rendre à la seconde session qui se tient à Madras en 1886. Le Reis and Rayyet rend compte en détail de la fondation du grand parti politique indien, W. C. Bonnerjee (en), son premier président, est un ami personnel, mais Sambhu Chandra ne semble pas croire en la viabilité de l'initiative.

### Dernières années
Depuis 1858, Sambhu Chandra Mukherjee souffre d'asthme, soigné à l'aide d'opium utilisé comme palliatif. Il est cependant souvent alité et vieillit prématurément. Très fatigué à la fin des années 1880 alors que l'opium ne fait plus d'effet, il s'éloigne parfois du Reis and Rayyet en confiant d'autres tels que Kisari Mohan Ganguli la tâche d'écrire des articles polémiques. Il lui demande ainsi en 1893 de défendre Ram Nath Tarkaratna, un lettré bengali traîné en justice pour plagiat et licencié de son poste de collecteur de manuscrits sanskrit pour le compte de l'Asiatic Society of Bengal.
Sambhu Chandra Mukherjee meurt d'une attaque de pneumonie le 7 février 1894 probablement à Calcutta.

### Distinctions
Sambhu Chandra Mukherjee est fait fellow de l'université de Calcutta en reconnaissance de son travail de journaliste en 1891,. À la même époque, sir Colvin (en), le lieutenant gouverneur du Bengale, le propose pour un titre honorifique qu'il refuse.